# Heinrich VIII. (Drama)

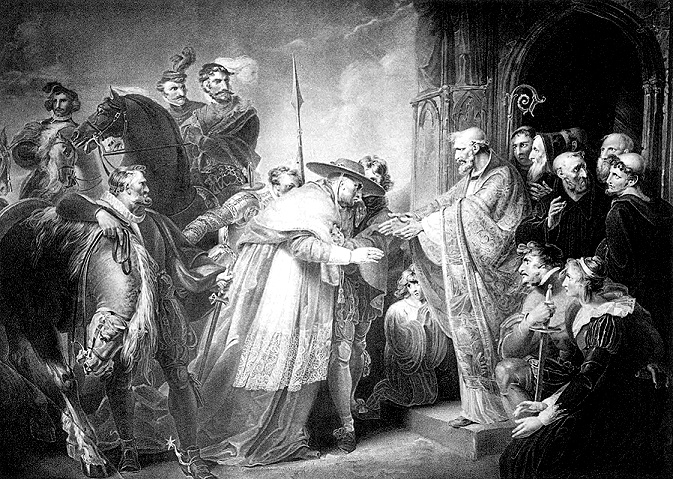
Szene aus Heinrich VIII. (Kupferstich nach einem Gemälde von Richard Westall)

Heinrich VIII (frühneuenglisch The Famous History of the Life of King Henry the Eighth, Alternativtitel: All is true) ist ein Schauspiel von William Shakespeare, mutmaßlich in Zusammenarbeit mit John Fletcher. Es handelt vom Leben von König Heinrich VIII. von England. Als Hauptquelle diente die 1587 erschienene zweite Auflage von Raphael Holinsheds Chronicles of England, Scotland, and Ireland. Das Werk wurde vermutlich um 1612/13 fertig gestellt. Die erste gesicherte Aufführung datiert vom 29. Juni 1613. Die einzige autoritative Textfassung ist die in der First Folio von 1623. Von der Kritik oftmals gering geschätzt, war das Stück auf englischen Bühnen dennoch bis zum ausgehenden 19. Jahrhundert sehr beliebt. Heute hat es seine Popularität weitgehend verloren und wird selbst in England nur noch selten aufgeführt.

## Handlung
Der Herzog von Buckingham äußert in Anwesenheit zweier Adliger den Verdacht, dass Kardinal Wolsey ein Ränkespiel gegen ihn treibt; bald darauf wird er verhaftet. Sein von ihm entlassener ehemaliger Verwalter bezichtigt ihn vor König Heinrich VIII. u. a., nach der Krone zu streben, wenn der König ohne männlichen Nachkommen sterbe. Königin Katharina macht die Eingabe, dass das Volk unzufrieden wegen einer auf Veranlassung Wolseys neu eingeführten Steuer sei, worauf Heinrich die Abschaffung der Steuer anweist. – Auf einer Feier in Wolseys Haus lernt der als Schäfer verkleidete König Anne Boleyn kennen und ist von ihrer Schönheit sogleich eingenommen.
Buckingham ist in einem Gerichtsprozess zum Tode verurteilt worden; vor seiner Hinrichtung sinnt er darüber, wie einst sein Vater Richard III. zum Thron verholfen hatte, dann aber auf dessen Geheiß umgebracht worden war und wie nun er des Königs Gunst verloren habe. Darüber hinaus geht das Gerücht, dass noch jemand Heinrichs Gunst verloren hat: Königin Katharina – nach zwanzig Jahren Ehe hat der König beschlossen, sich von ihr scheiden zu lassen. Seine neue Begünstigte ist Anne Boleyn. Während des Scheidungsprozesses verdächtigt Katharina Wolsey, die Scheidung betrieben zu haben, was dieser nachdrücklich bestreitet.
Die Kardinäle Wolsey und Campeius suchen Katharina in ihrem Gemach auf, doch bezweifelt sie die Ehrlichkeit ihrer Besucher und vertraut allein auf einen höheren Richter: „Heaven is above all yet – there sits a judge / That no king can corrupt.“ (III.1.98f) Unterdessen formiert sich eine Front von Adligen gegen Wolsey, dessen Stern auch beim König sinkt: Des Kardinals Briefe an den Papst sind abgefangen worden, in denen er den Papst drängt, Heinrich keine Annullierung seiner Ehe zu gewähren, bis dessen Affaire mit Anne Boleyn beendet sei. Tatsächlich hat der König seine Geliebte längst heimlich geheiratet. Als ihn Heinrich mit den Briefen konfrontiert, worunter auch ein Verzeichnis der Gegenstände ist, um die sich der Kardinal persönlich bereichert hat, begreift dieser, dass seine Laufbahn beendet ist. Wenig später erfährt er, dass der König Sir Thomas More in das bisher von ihm ausgeübte Amt eingesetzt hat.
Unter der Leitung des Erzbischofs von Canterbury, Thomas Cranmer, wird Anne zur neuen Königin gekrönt. Katharina trägt jetzt den Titel einer Prinzessinwitwe („Princess Dowager“); die Nachricht von Wolseys Tod kommentiert sie damit, dass sein Ehrgeiz das Königreich erschütterte. Im Schlaf hat sie eine Vision, in der sechs Personen in weißen Gewändern erscheinen und ihr einen Kranz über das Haupt halten. Einem Boten richtet sie daraufhin aus, sie sei im Begriff zu sterben.
Die höfischen Intrigen richten sich jetzt gegen Cranmer, doch Heinrich versichert ihm seine Unterstützung und übergibt ihm seinen Ring. In der Sitzung werfen seine Gegner Cranmer dessen Protestantismus vor und wollen ihn in den Tower überstellen, als er den Ring des Königs zeigt – da tritt Heinrich selbst auf den Plan und drängt die Streitenden zur Versöhnung.
Unterdessen hat Anne eine Tochter zur Welt gebracht. Cranmer tauft sie auf den Namen Elisabeth und verkündigt in seiner Rede ihre zukünftige Größe.

## Textausgaben
Englisch
- J. M. R. Margeson (Hrsg.): William Shakespeare: King Henry VIII. New Cambridge Shakespeare. Cambridge University Press, London 1990. ISBN 978-0521296922
- Gordon McMullan (Hrsg.): William Shakespeare: King Henry VIII. Arden Third Series. Bloomsbury, London 2009. ISBN 978-1903436257
- Jay L. Halio (Hrsg.): William Shakespeare: King Henry VIII. Oxford Shakespeare. Oxford University Press, Oxford 2008. ISBN 978-0199537433

Deutsch, zweisprachig
- Frank Günther (Hrsg.): William Shakespeare: König Heinrich VIII. / King Henry VIII. ars vivendi, Cadolzburg 2007. ISBN 978-3897161870
- Peter Wolfensperger und Wolfgang G. Müller (Hrsg.): William Shakespeare: King Henry VIII / König Heinrich VIII. Englisch-deutsche Studienausgabe. Stauffenburg Verlag, Tübingen 2021. ISBN 978-3-95809-101-6